# Dům hospodářské záložny Benešov

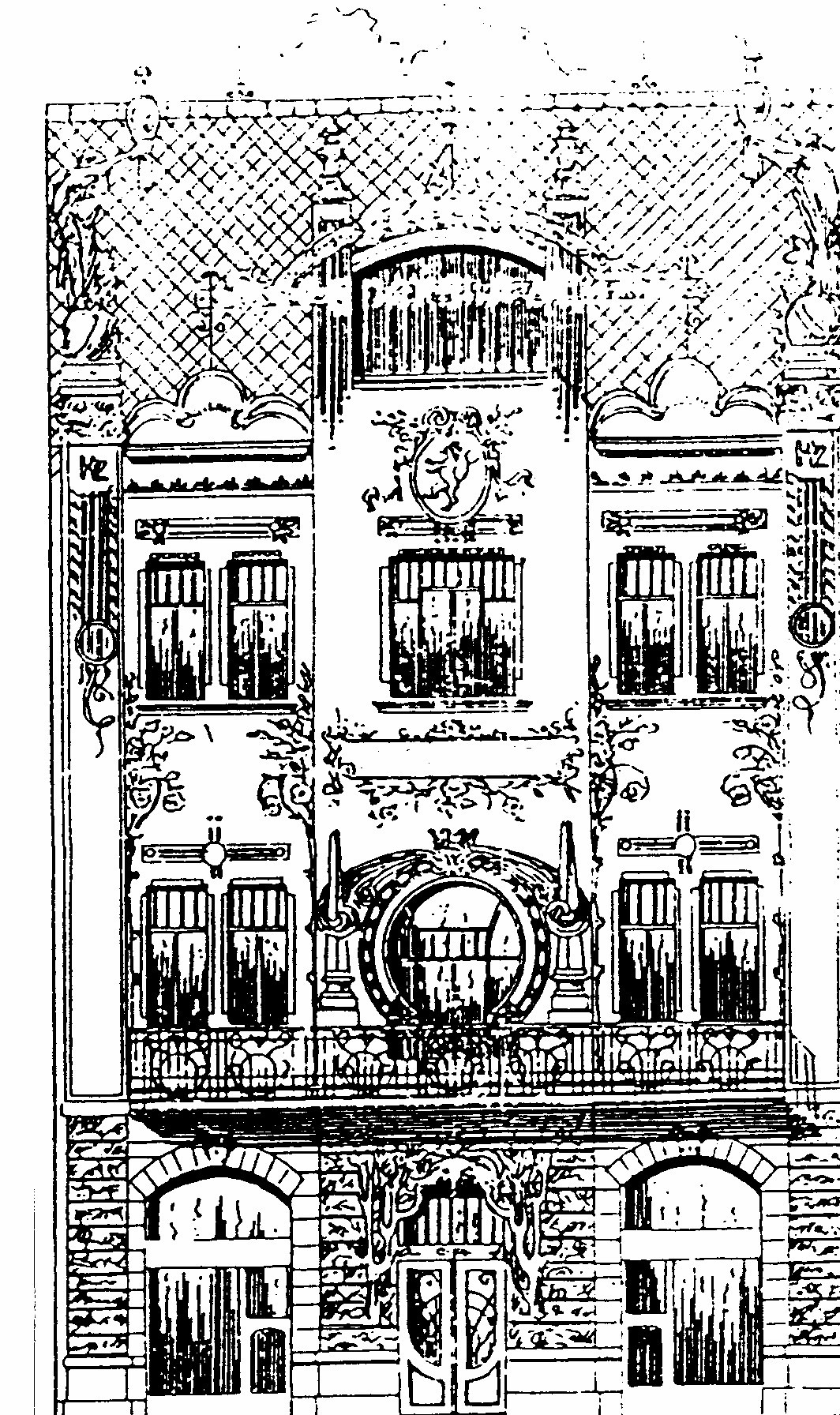
Původní vzhled fasády do náměstí na kresbě neznámého autora z roku 1910

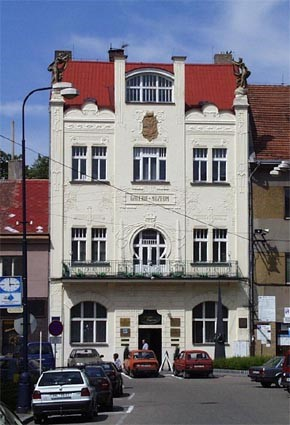
Stav fasády s nepůvodní barevností po úpravách v poválečném období

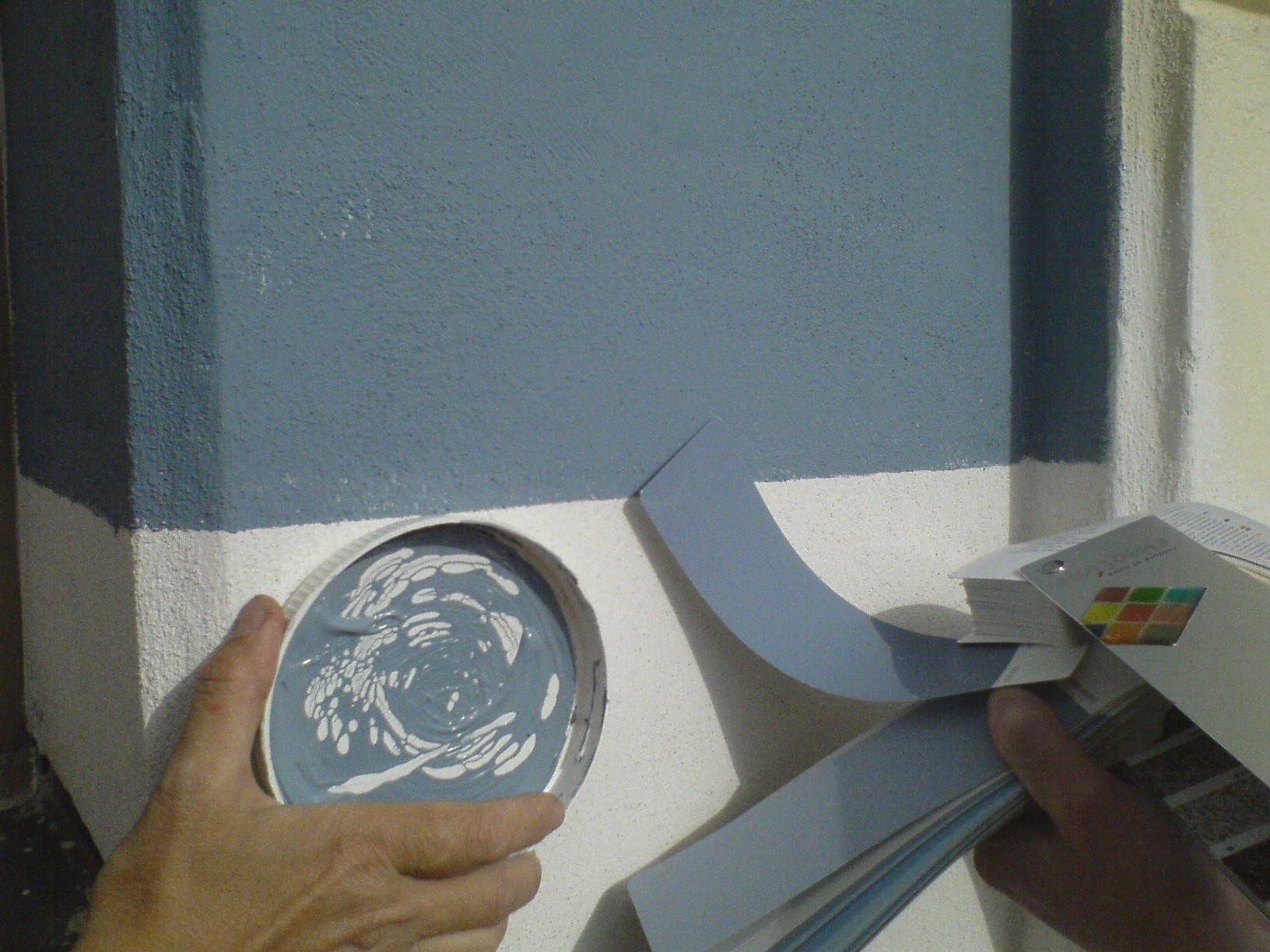
Restaurátorský průzkum původní barevnosti fasády ve spolupráci s památkovým ústavem Středních Čech proběhl po roce 2000

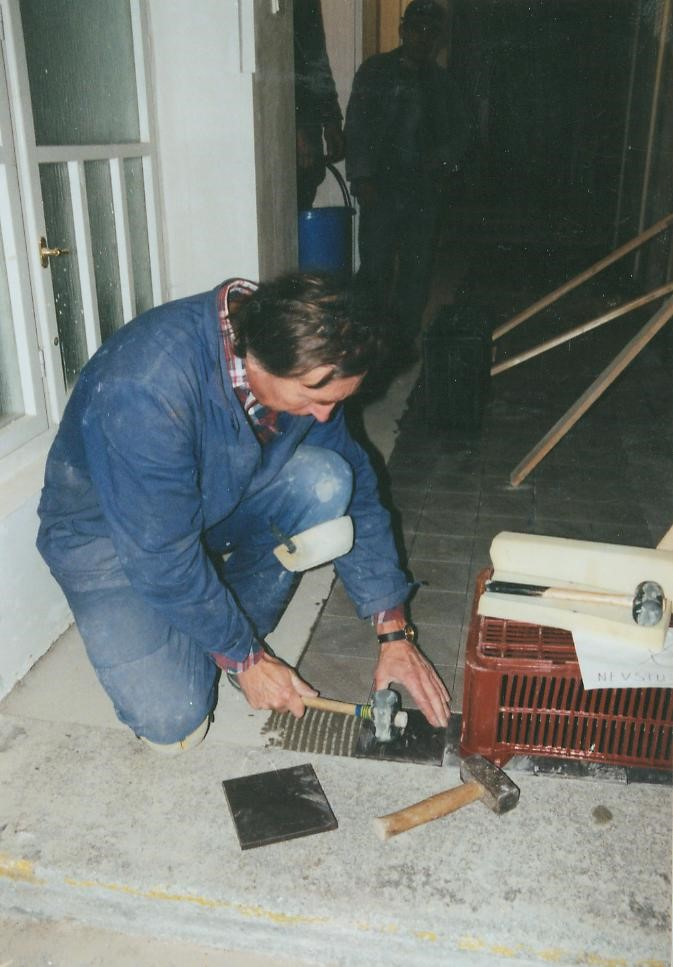
Na obnově interiéru se mezi lety 1995–2015 podíleli restaurátoři s licencí

Dům Okresní hospodářské záložny v Benešově (č. p. 74) byl postaven podle projektu benešovského stavitele Marcela Dusila na Malém náměstí v létech 1904–1905. Secesní stavba je pro své architektonické kvality státem chráněnou kulturní památkou.

## Popis
Hlavní část objektu tvoří dvoupatrová částečně podsklepená stavba s podkrovím. K ní je připojena hmota jednopatrové nepodsklepené stavby bez podkroví, ve které se nachází zasedací síň.
Fasáda směřující do Malého náměstí je bohatě dekorována rostlinnými vzory. Ve výši prvního patra se nachází balkon. Na fasádě dominují reliéf znaku Českého království a dvě alegorické sochy žen stojících na střešní římse. Symbolizují hospodářský a kulturní rozvoj české společnosti přelomu 19. a 20. století. Historici uvádějí, že dochované stylové prvky řadí budovu k nejhodnotnějším památkám české secesní architektury.
Secesní sloh se zachoval především na čelní fasádě, na chodbách, v zasedací síni a v prostorách 1. poschodí. Secesi připomíná zejména kruhové okno směřující do náměstí, plastické pozlacené štukování  v interiérech, dochované dveře toalet v 1. poschodí a několik kusů krásných barevných vitrajových oken, která však pro nekompletnost nejsou osazena. Cenná je také původní dlažba na chodbách, kovové zábradlí schodiště i balkonu a lustr v zasedací síni.
Dům měl původně při poskytování služeb veřejnosti kromě hlavního středového vchodu také přímé vstupy do kanceláří po jeho obou stranách. Bankovní provoz si také vyžádal realizaci (již neexistujících) vnitřních prosklených průchodů mezi kancelářemi a instalaci dekorativních železných pancéřových dveří na chodbách, které se částečně zachovaly v přízemí a v prvním poschodí.
Po 2. světové válce proletářská správa dům silně zdevastovala. Zrušila přímé vstupy z náměstí do kanceláří, kvalitní dlažbu zakryla laciným linoleem, stylové dveře až na výjimky nahradila sériovými a poškodila tak plastickou výzdobu interiéru, na WC a chodbách instalovala nevhodné kýčovité keramické obklady, secesní okna s barevnými vitrajemi nechala podlehnout hnilobě a nahradila je průmyslovými sklobetonovými dlaždicemi. Plastickou výzdobu zasedací síně zakryla lacinými sololitovými deskami, opravy elektřiny prováděla povrchovými kabely, stejně jako státní telekomunikace kabely rozvodu telefonu, vlhkost v přízemí „vyřešila“ lidově oblíbenými nevkusnými dřevěnými obklady, souhlasila s vedením kabelů před ozdobnou fasádou namísto jejich uložení do země, ze dvora učinila skladiště s opadanou omítkou, opravu zatékající střechy řešila nepovoleným materiálem a postupně nahradila většinu hodnotných částí vnitřního vybavení (nábytek, hygienická zařízení, osvětlovací tělesa…) lacinými nesourodými náhražkami.

## Rekonstrukce
Náprava nedostatků započala ve druhé polovině osmdesátých let 20. století adaptací zasedací síně do původního stavu a opravou fasády, které provedla firma Obnova památek v roce 1990 privatizovaná Janem Kuželkou. Po změně vlastníka však namísto komplexního dokončení rekonstrukce započal nepravidelný nesystematický řetěz oprav, které se nepodařilo ukončit ani po dvou desítkách let. Jejich hlavním nedostatkem byla nevhodná provázanost, takže např. opravy štukování v přízemí se dělaly dříve, než odvlhčovací práce nebo kabelové rozvody před tím, než byla stanovena budoucí funkce jednotlivých prostor. Mnohé započaté kroky zůstaly dlouho nedokončeny. Problém byl způsoben nedostatečnou motivací úřednických zaměstnanců vlastníka budovy.
V 90. létech proběhla oprava dvorní fasády, výměna sklobetonových výplní za kopie původních oken a obnova podkroví. Okna však nebyla hned osazena kopiemi vitrají, s čím se počítalo až následně. V podkroví tak vznikl velkorysý prostor pro výtvarné studio Základní umělecké školy. K jeho prosvětlení posloužilo osazení střešních oken do části sedlové střechy odvrácené od náměstí.
Postupně byly opravovány rozvody elektřiny, vody a nátěry. Technická svítidla z dob vlády proletářské kultury nebylo hned finančně reálné nahradit secesními kopiemi, a proto byla dočasně instalována stylově přijatelná dekorativní svítidla. V další fázi rekonstrukce došlo k obnově cenné štukové výzdoby na chodbách, podle původních vzorů dochovaných v 1. poschodí byly vyrobeny pro přízemí nová dlažba a pro všechna podlaží dveře. Průběžně probíhaly pokusy o odvlhčování, které však nedospěly k potřebnému cíli.
Nositelka Ceny města Benešova pro mladého výtvarníka do 35 let architektka Vendula Zimandlová vytvořila na počátku nového století citlivý návrh úpravy zadního traktu objektu, v němž je bývalá zasedací, nyní tzv. Šímova síň. Vyšla z potřeby obnovit zazděné okno směřující k trosce minoritského kláštera a navázat na ně balkonem a schodištěm, které mohlo plnit také úlohu bezpečnostního požárního schodiště pro akce v Šímově síni. Tento návrh byl později rozvinut myšlenkou o přístavbě chybějícího patra, případně vyřešením bezbariérového vstupu výtahem.
V průběhu 90. let město ve spolupráci s Národní galerií v Praze trvale před budovou instalovalo sochu českého sochaře Antonína Kašpara s názvem „Jehlan pro upoutání tří vzducholodí“. Symbolickými vzducholoděmi byly tři ideje z vize, na jejímž základě se rozvíjelo v budově sídlící Muzeu umění a designu: 1. Umění zaujaté nikoli sebou samým, ale společností a přírodou 2. Umění s duchovním rozměrem 3. Design bez estetiky na prvém místě. Když byl po politickém útoku v roce 2017 zlikvidován původní kvalitní program muzea, došlo logicky také k odstranění této sochy, která hodnotný program připomínala.
Po roce 2010 byla vlastníkem zhodnocena situace se stanovením priorit. K nim patřily dokončení odvlhčování, celková rekonstrukce na mnoha místech zatékající a neopravitelné střechy navrácením původní krytiny v celé ploše krovu památkového objektu a oprava již značně poškozené fasády. Při památkovém průzkumu byla ve spolupráci s Ústavem památkové péče ověřena její původní barevnost, která představovala lomený odstín borůvkové modré. Hned poté započala obnova fasády v přízemí, které bylo tak poškozené, že nesneslo odklad. Dokončení mělo následovat v následujícím pololetí. Byla provedena náročná rekonstrukce suterénních prostor (kotelna a sklad uhlí), které byly proměněny na atraktivní stálou expozici designu skla, keramiky a plastů. Z hlediska interiérů vyšších pater bylo konstatováno, že postačí dílčí úpravy pro přeměnu depozitárních a skladových prostor na stálé expozice. Pro ně byly získáni prestižní projektanti – profesoři Vysoké školy uměleckoprůmyslové, které ke spolupráci motivovala kvalitní sbírka designu zde sídlícího muzea umění.
Přípravné práce však byly roku 2016 násilně přerušeny nečekaným převzetím moci na benešovské radnici, která je vlastníkem objektu. Namísto potřebných plánovaných prací bylo rozhodnuto o velké přestavbě celého přízemí s rozpočtem, který z původního záměru jednoho a půl milionu postupně vystoupal na pět milionů korun. Při tom se ale nepodařilo dokončit započatou opravu fasády a střešní krytina byla vyměněna jen na části krovu. Rekonstrukci interiéru přízemí navrhlo studio Skupina architektky Marcely Steinbachové v atraktivním stylu, který však není příliš citlivý k dochovaným kvalitám secesní památky. Realizace sice obdržela ocenění Asociace muzeí a galerií, ale jediná odbornice na architekturu v hodnotící komisi shodou okolností interiéry osobně neviděla.
Celý objekt dosáhl již v závěru 20. století reprezentačního vzhledu a je jedním z magnetů turistického ruchu ve městě. Jako ukázkovou stavbu vybrali dům do svého televizního filmu „Šumný Benešov“ také popularizátoři architektury David Vávra a Radovan Lipus.

## Projektant
Marcel Dusil byl benešovským stavitelem, jehož jméno je uvedeno u řady místních projektů v rozsahu stylových období od novorenesance přes secesi až k funkcionalismu. K jeho osobě se dochovalo jen málo informací, kusým způsobem figuruje pouze v přehledné publikaci o českých stavitelích. Benešovští historici neobjevili v místních zdrojích žádné podrobnosti k jeho životu.

## Historie
Secesní dům čp. 74 vznikl pro okresní hospodářskou záložnu na místě bývalého přízemního domu holiče Jaroslava Šína. V domě mělo kanceláře také okresní zastupitelstvo, které zasedalo v dnešní síni, která byla později nazvána podle benešovského malíře a hudebníka, člena spolku Mánes, Ladislava Šímy.
Již během nacistické okupace, kdy byly přerušeny funkce okresních zastupitelstev, proběhly v zasedací síni prvé výtvarné výstavy. Po druhé světové válce začal dům sloužit potřebám kulturních institucí. Střídavě zde sídlilo např. muzeum, knihovna, dům pionýrů, socialistická akademie a také osvětové středisko sloužící rozvoji lidové kultury a politické propagaci totalitního režimu. V reprezentační Šímově síni probíhaly výstavy a byly připravovány koncerty. V 80. letech však byla síň s přilehlou místností zabrána pro cvičebnu vojenské hudby. Po sametové revoluci v roce 1989 bylo v domě pod Okresní kulturní správou založeno nové Muzeum umění a designu (původním názvem Galerie Benešov). Později zde byla také vytvořena pobočka Muzea Podblanicka se sídlem ve Vlašimi. Koncem 90. let začalo v rekonstruovaném podkroví působit výtvarné studio Základní umělecké školy, které se stalo optimálním partnerem muzea umění. Od 90. let do počátku století také část budovy vlastník z úsporných důvodů používal ke komerčním pronájmům.

## Galerie

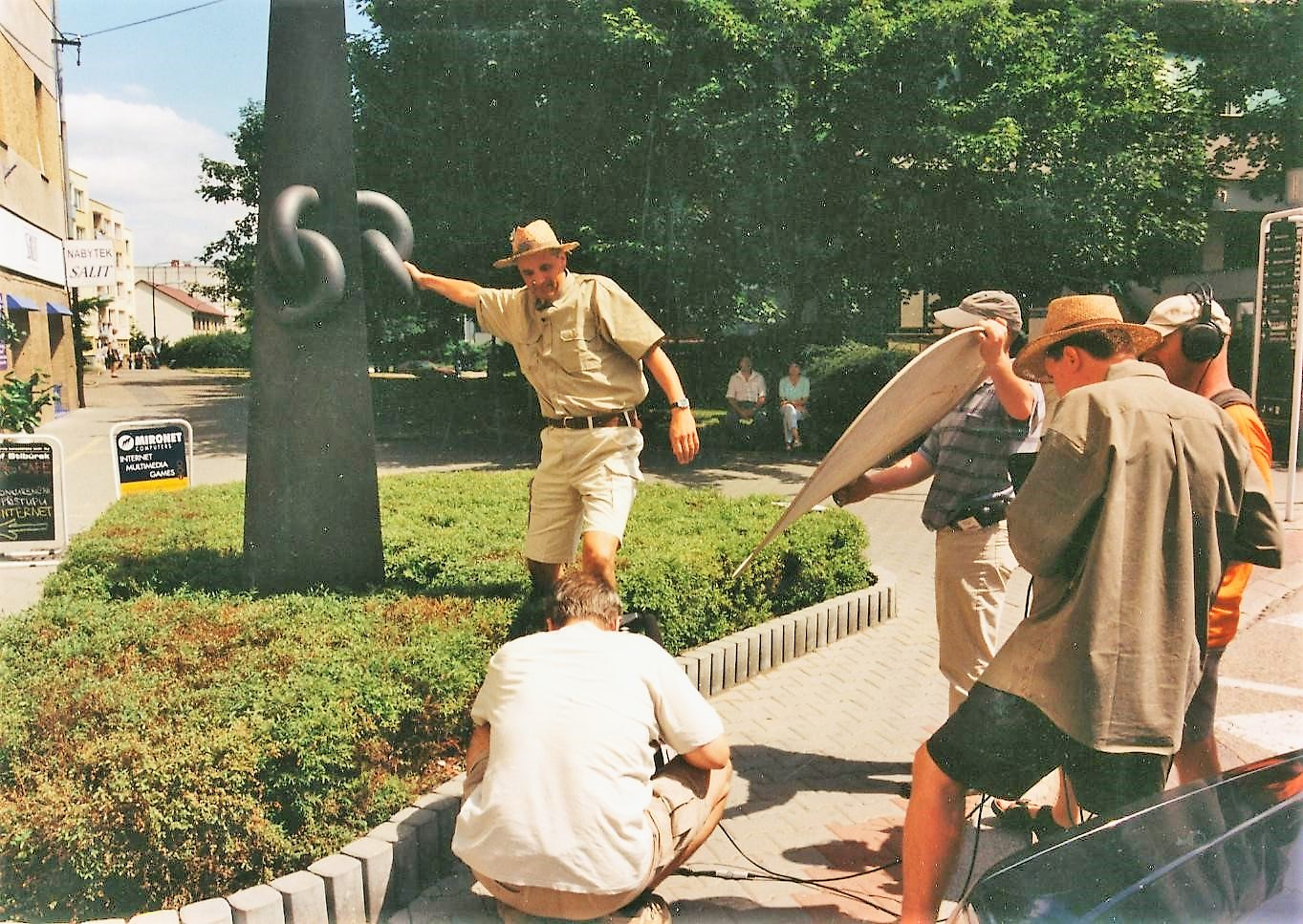
David Vávra při natáčení Šumného Benešova u sochy A. Kašpara, která musela být později odstraněna
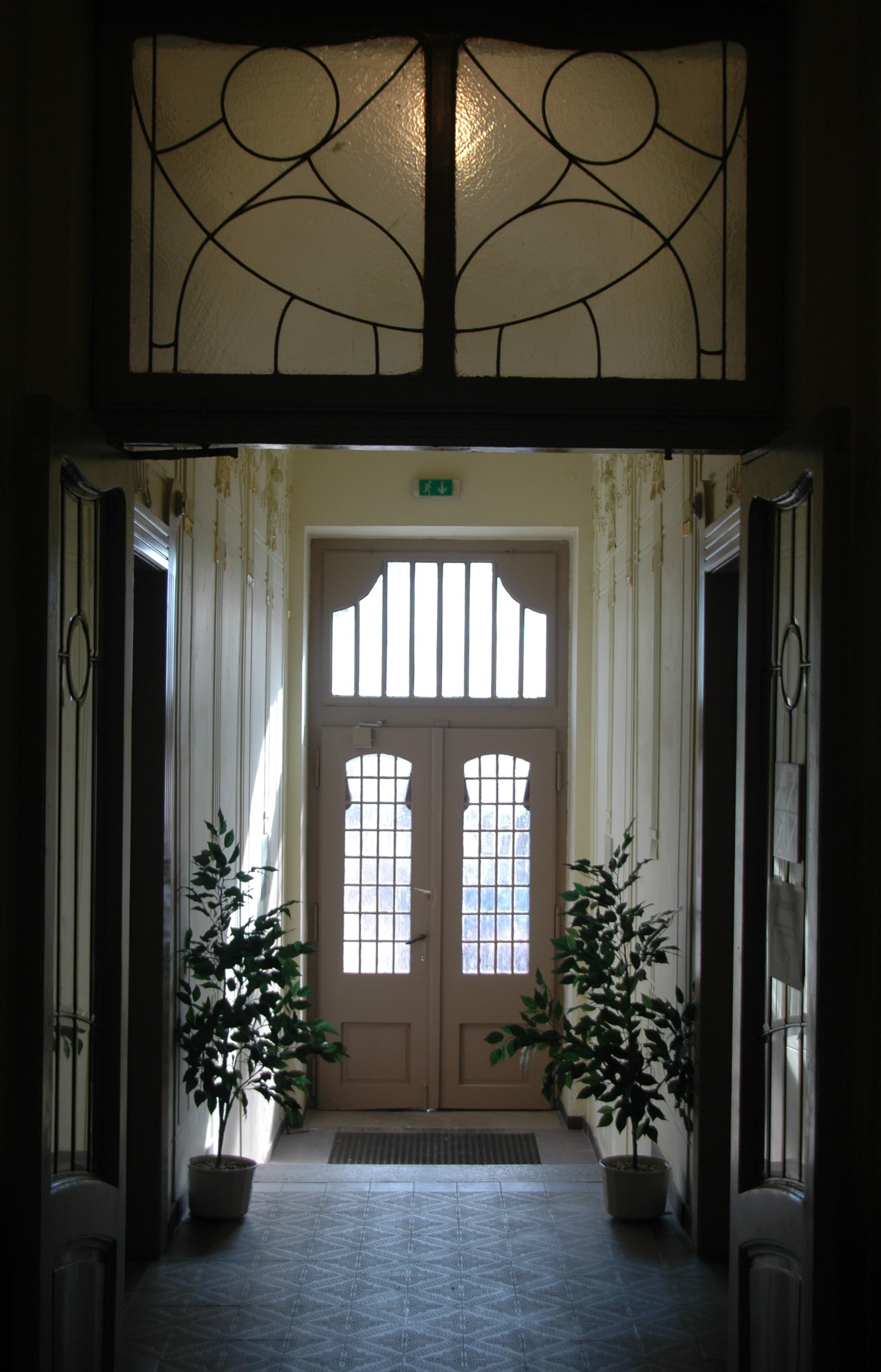
Vstupní a následující chodbové dveře jsou původní
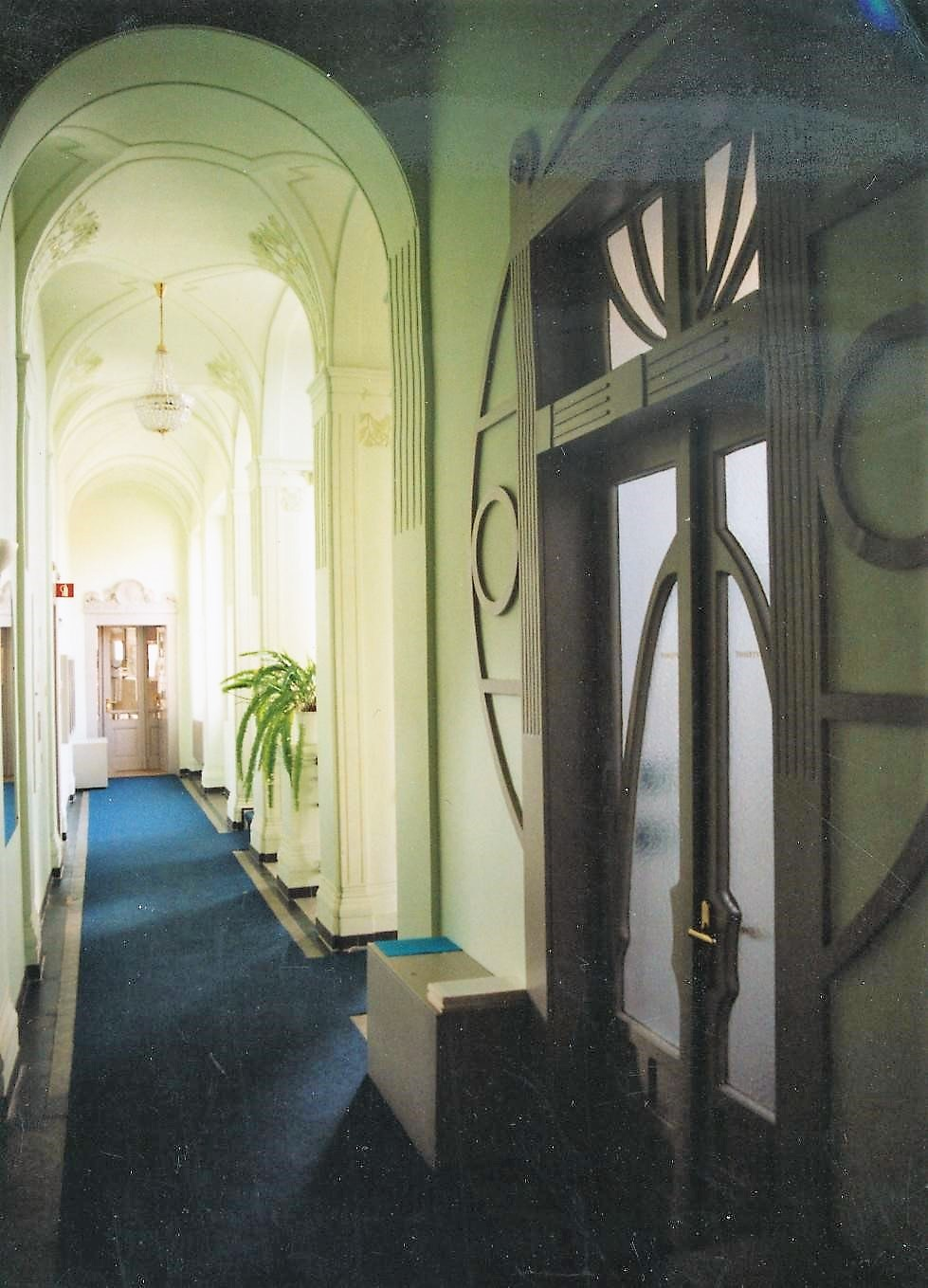
Zachovaný vstup na toalety
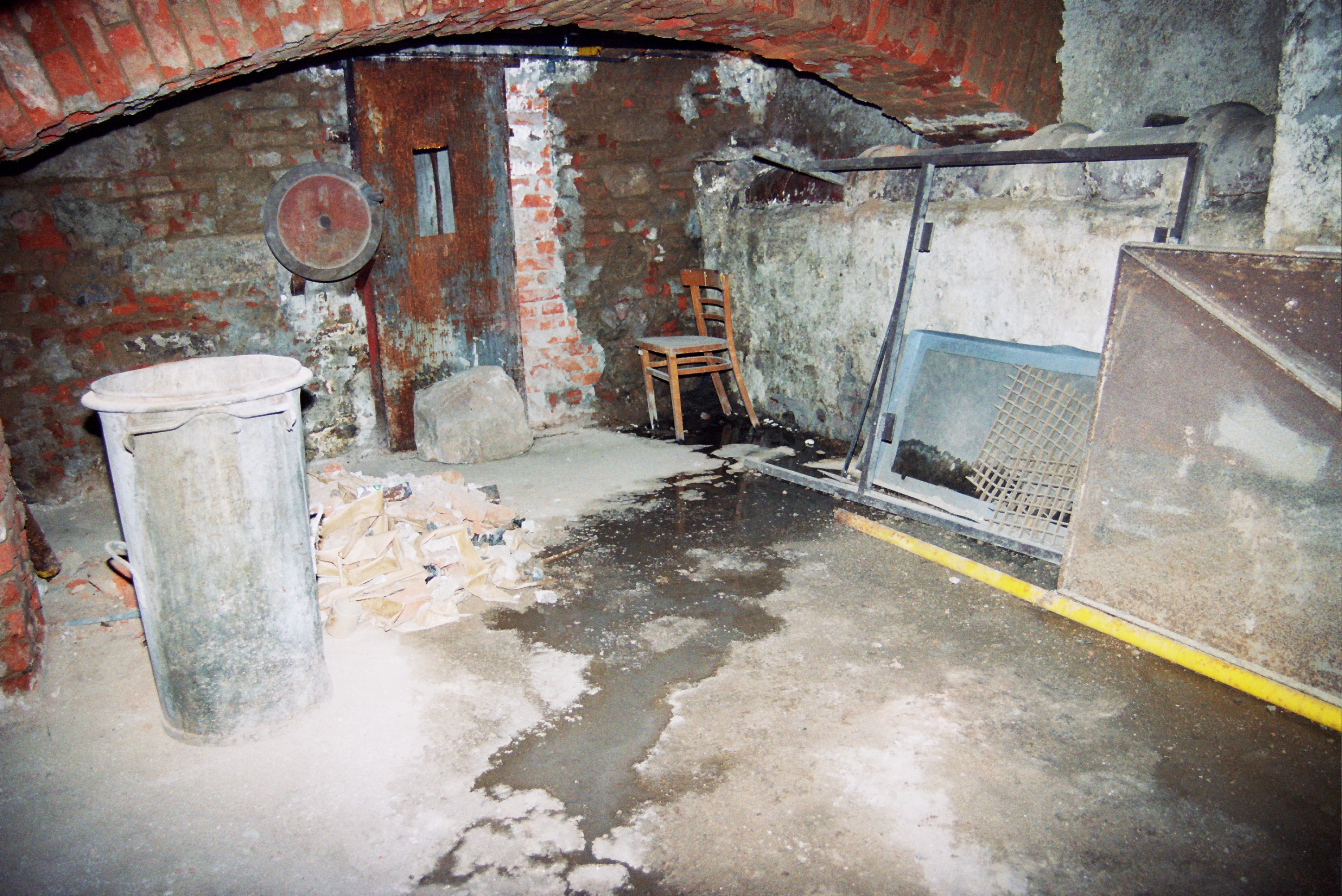
Suterén před rekonstrukcí
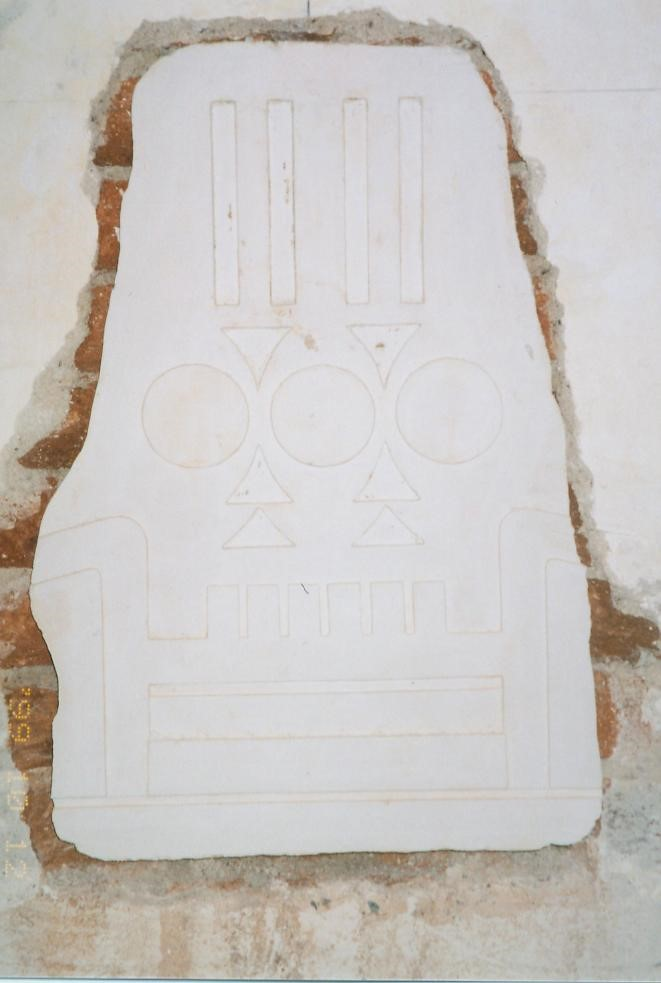
Vkládání štukových prvků odlitých z jednotné matrice
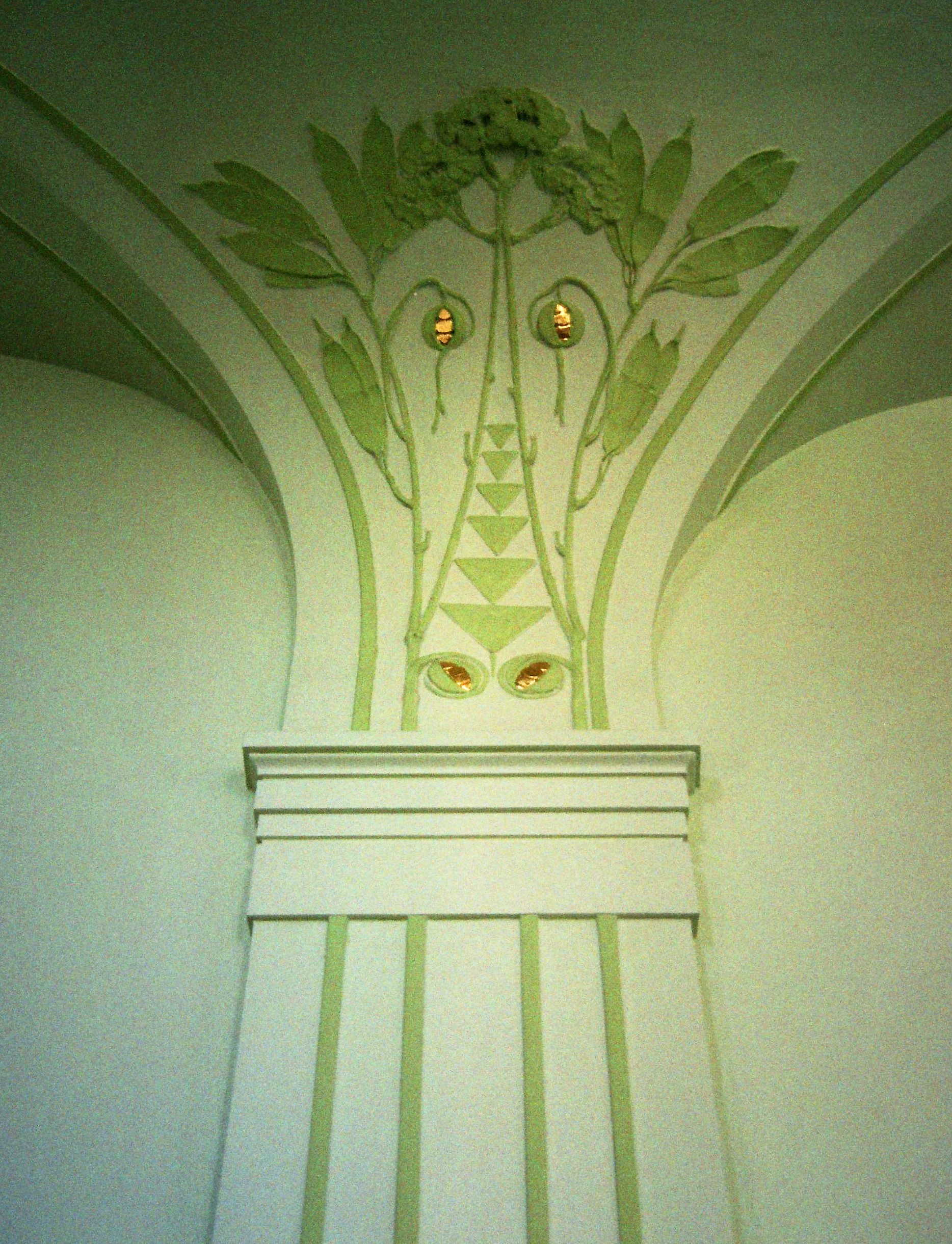
Ukázka štukové výzdoby interiéru
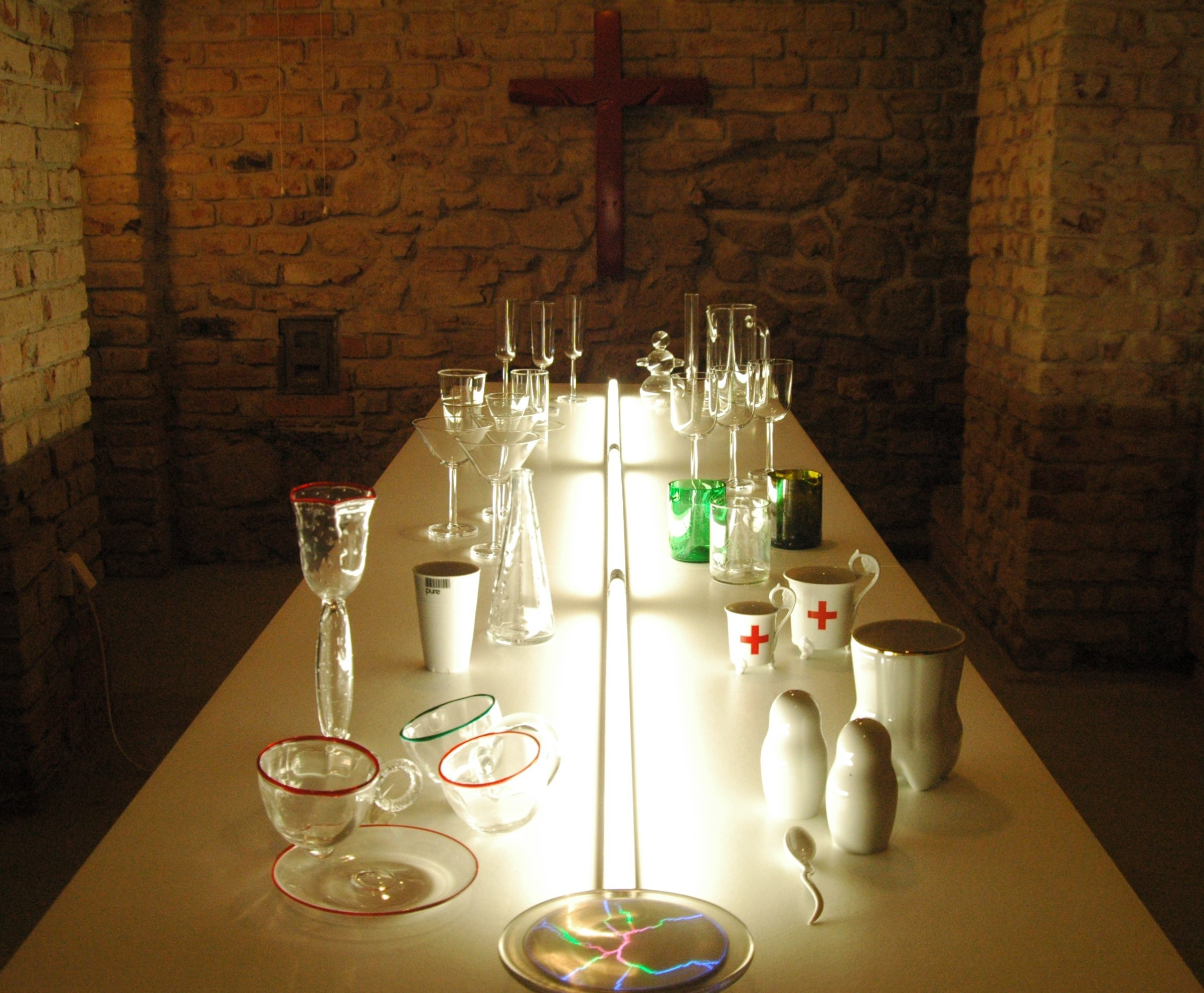
Zrekonstruovaný suterén pro stálou muzejní expozici designu
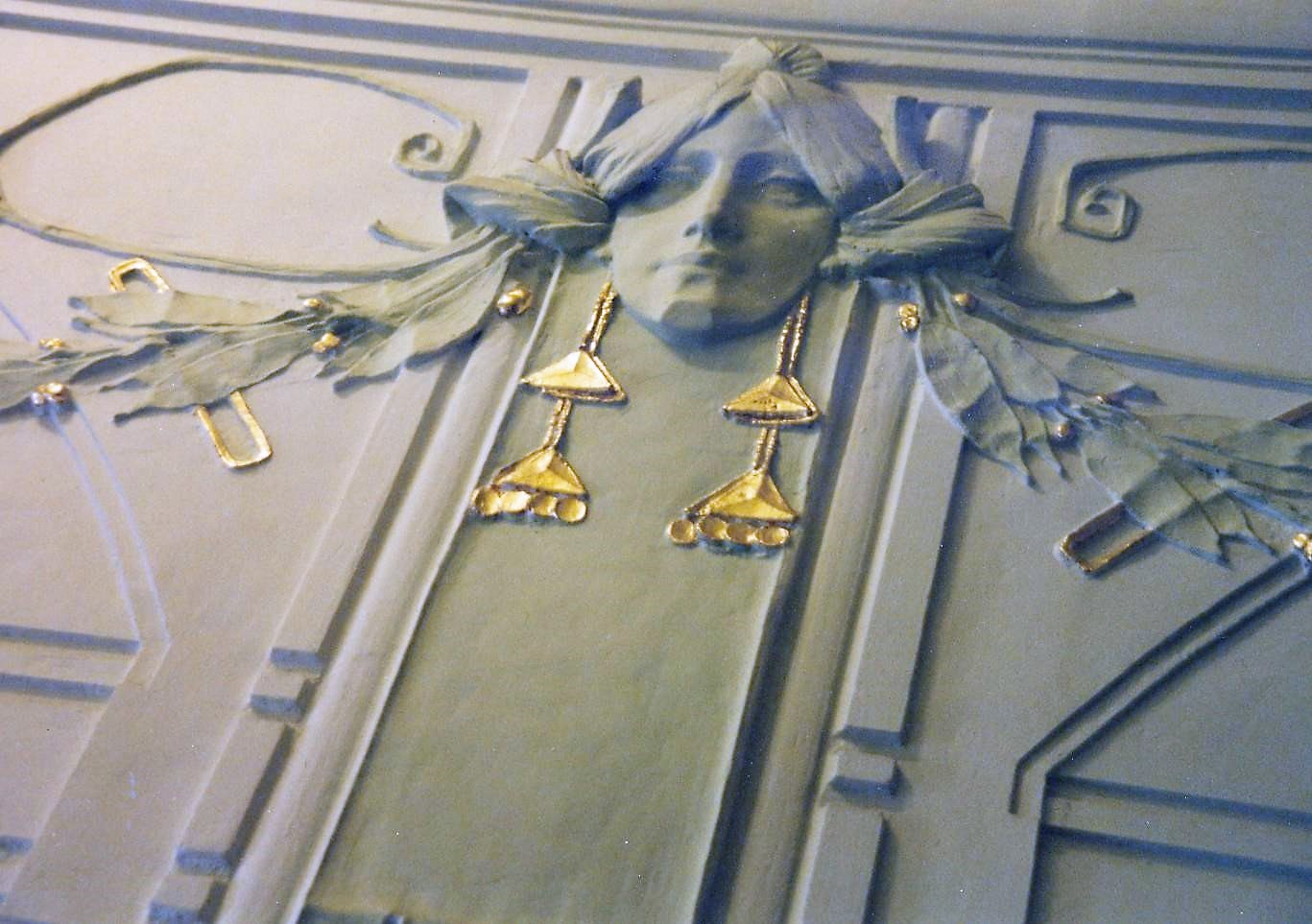
Štuková výzdoba Šímovy síně
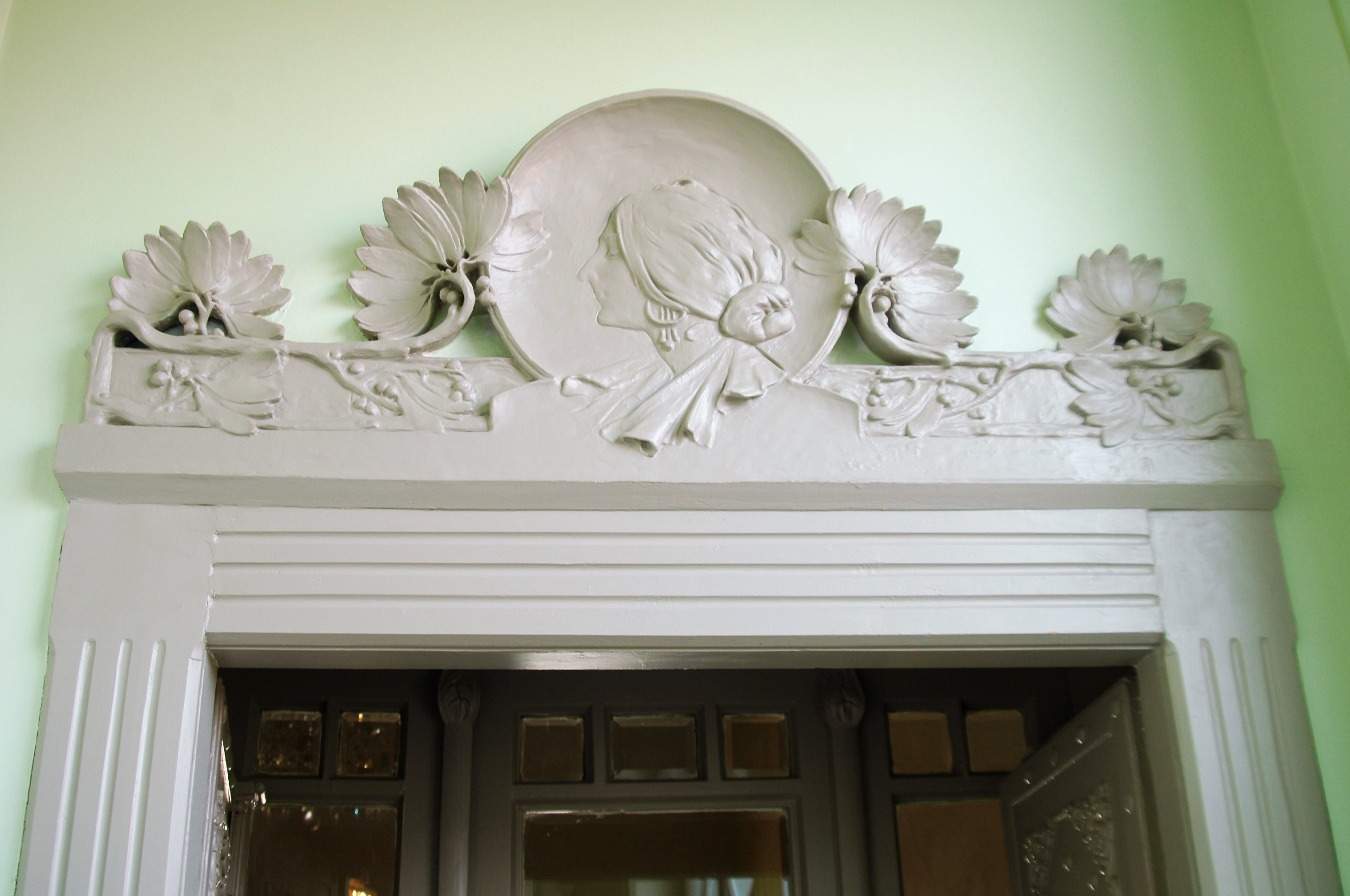
Jedny z mála původních dveří se zachovaly v 1. patře
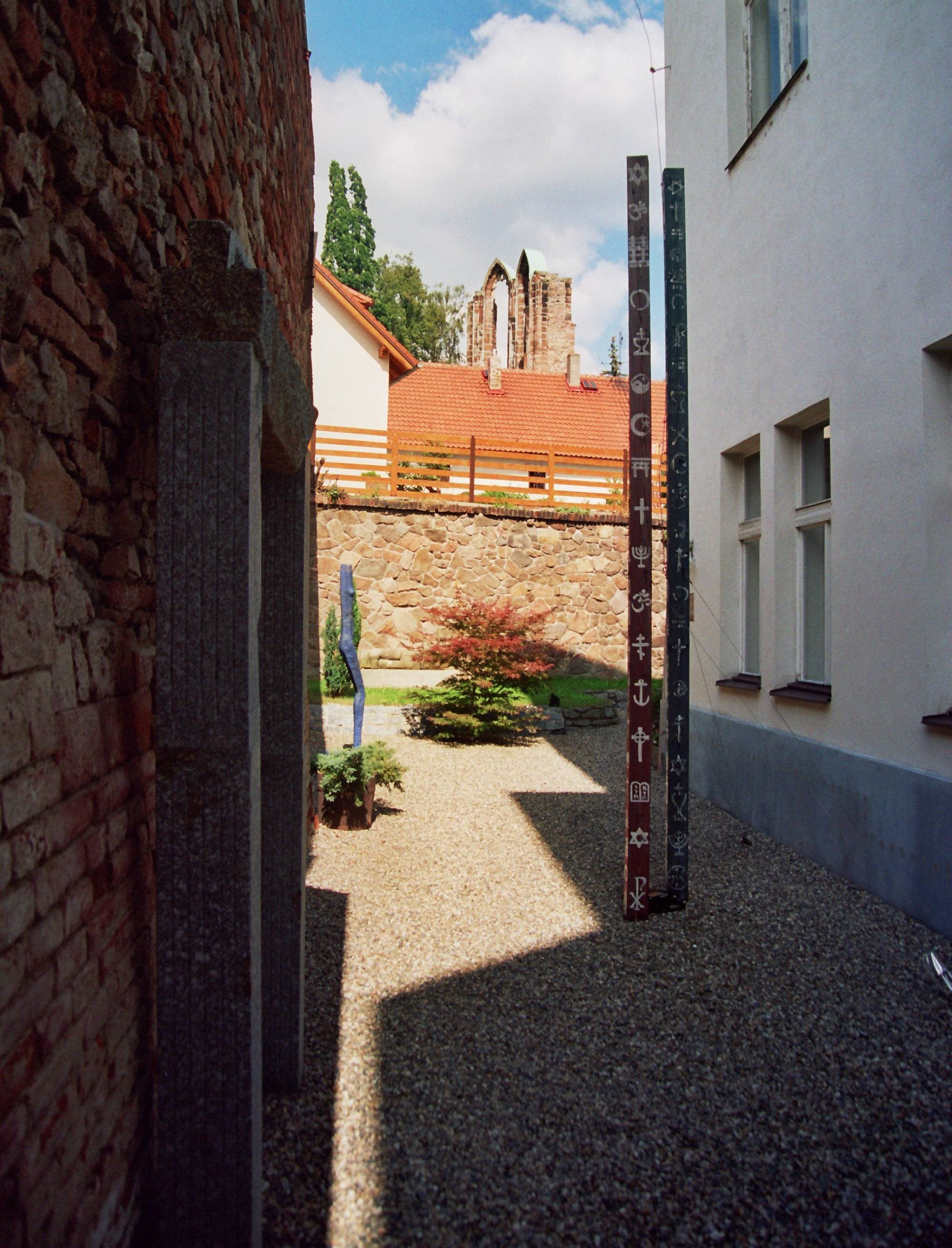
Prostor dvora zrekonstruovaný koncem 90. let pro muzejní expozici české plastiky. Uprostřed symbolický objekt Twin towers, v pozadí ruina minoritského kláštera.

### Literatura

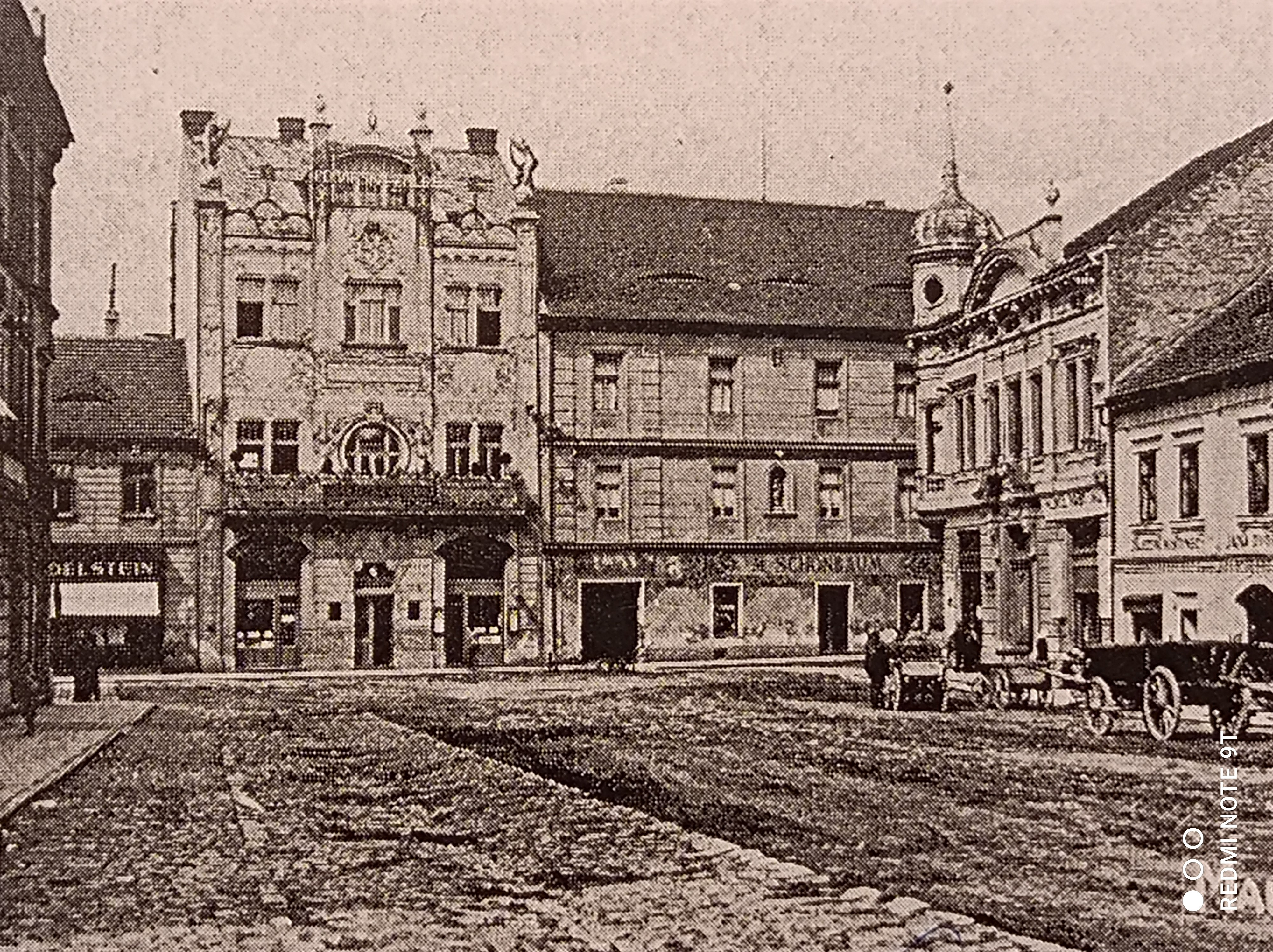
Stará pohlednice neznámého autora z r. 1910 připomíná původní vzhled s dekoračními prvky na sloupcích podkrovního okna a přímé vstupy do přízemních kanceláří z náměstí.